# Список смертей, связанных с протестами в Беларуси (2020—2021)
Акции протеста в Беларуси длились с мая 2020 по 2022 годы. Протестные настроения среди населения были вызваны политикой Лукашенко, арестами оппозиционных лидеров, отказом в регистрации наиболее популярных оппозиционных политиков, а также обвинениями в фальсификации выборов. Европейский союз, а также ряд других стран ввели санкции против лиц, причастных к «насилию в отношении белорусского народа». Светлана Тихановская в 2020 году сообщила, что за время протестов были убиты 8 человек.
В данном списке представлены их имена и история гибели. В список могут быть включены не все погибшие, поскольку из-за отсутствия уголовных дел сложно понять, умер ли человек во время акций протеста или по иным причинам. При этом власти и руководство МВД Республики Беларусь отрицали, что люди погибли от рук сотрудников правоохранительных органов.

## Список

### Александр Тарайковский
Алекса́ндр Тарайко́вский (бел. Аляксандр Тарайкоўскі) стал первым погибшим протестующим, чья смерть была официально подтверждена. Во время акции протеста 10 августа 2020 года Александр Тарайковский был убит. По данным Министерства внутренних дел Беларуси, Тарайковский погиб в результате взрыва взрывного устройства, которое он хотел бросить в сотрудников милиции. Однако, как утверждают свидетели, Тарайковский был убит сотрудниками правоохранительных органов. Это также подтверждает опубликованное видео его смерти, на котором видно, что в руках Александра не было никакого взрывного устройства. После его смерти около места гибели люди начали приносить цветы, писать на асфальте «Не забудем». Впоследствии сотрудники коммунальных служб «уничтожали» стихийный мемориал. 15 августа в 12 часов у станции метро «Пушкинская» была объявлена минута молчания в память о Тарайковском. Тысячи людей, включая значимых персон, пришли к месту его гибели. В этот же день Александр был похоронен на Западном кладбище. С Тарайковским пришло проститься около 800 человек.

### Александр Вихор
Алекса́ндр Вихо́р (бел. Аляксандр Віхор) был задержан 9 августа в Гомеле, когда он ехал к своей девушке. 12 августа стало известно, что Александр умер. По предварительной информации, он скончался из-за многочасового ожидания в фургоне задержанных силовиков в жаркую погоду. Он был в фургоне, потому что городские центры временного содержания были переполнены. Момент задержания Александра попал в объектив камеры фотографа TUT.BY Сергея Комкова. 16 августа 2020 года состоялись похороны Александра Вихора. Он был похоронен в посёлке Костюковка.

### Александр Будницкий
Александр Будницкий (бел. Аляксандр Будніцкі)
1 сентября стало известно о том, что 53-летний работник Минского завода шестерён Александр Будницкий, пропавший без вести 11 августа, был найден мёртвым (предположительно в парке возле универмага «Рига»), где проходили столкновения протестующих со внутренними войсками и ОМОНом, — по предварительной версии, от сердечного приступа.

### Никита Кривцов
Ники́та Кривцо́в (бел. Мікіта Крыўцоў) 22 августа в Минске был найден повешенным. Один из пропавших по дороге на работу 12 августа. Ранее он участвовал в мирной акции протеста в Молодечно. По официальной версии следствия, покончил жизнь самоубийством, хотя некоторые из близких не поверили в эту версию: на снимке видно, что он стоит на земле.

### Артём Паруков
Артём Паруков (бел. Арцём Парукаў) погиб 16 августа в 3:20 ночи. Как утверждает пресс-секретарь МВД, Паруков «был участником массовых мероприятий, проходящих в Минске в последние дни». По версии следствия, Парукова сбила машина. Однако в тот момент там не было никаких акций, и почему МВД записало его в участники протеста, непонятно. Родственники погибшего заявили, что не верят в версию о смерти Артёма, которую сообщили силовики.

Артем ни в чём не участвовал, он просто ушел домой. Но по какой-то причине, мы не понимаем, почему, ему пришлось бежать с той стороны улицы, где находится наш дом, на другую сторону. Пешеходный переход совсем рядом — почему он не пошел по нему? Мы думаем, что он попал под машину, пытаясь от кого-то убежать.— Двоюродный брат погибшего

### Геннадий Шутов
Генна́дий Шу́тов (бел. Генадзь Шутаў) скончался 19 августа в военном госпитале в Минске. Геннадий Шутов — один из людей, по которым силовики открыли огонь на поражение в Бресте 11 августа. Ему выстрелили в голову. 24 августа Геннадий похоронили в Жабинке. Провести в последний путь его пришло около 100 человек.
В феврале 2021 года в суде над двумя протестующими выяснилось, что 11 августа 2020 года на Московской улице в Бресте в затылок Шутову выстрелил военнослужащий 5-й отдельной бригады специального назначения, капитан Роман Гаврилов, который был в гражданском и имел при себе пистолет Макарова. Согласно материалам дела, Геннадий Шутов и Александр Кордюков вечером 11 августа выпили 350 граммов крепкой настойки, после чего пошли на улицу Московскую. Кордюков при этом имел с собой кусок металлической трубы. У них возник конфликт с военнослужащими Гавриловым и Голицыным, которые находились там в гражданской одежде и имели при себе пистолеты Макарова. По версии следствия, Кордюков и Шутов «целенаправленно подошли к Гаврилову и Голицыну», после чего Кордюков «нанес удар Гаврилову металлической трубой». По версии обвинения, капитан Гаврилов, защищаясь, сначала выстрелил в воздух, а потом решил выстрелить в Геннадия Шутова, «в область левого предплечья», однако от того, что не смог сконцентрироваться после удара по голове, попал Шутову в затылок. Кордюков же на суде заявил, что после первого выстрела бросил трубу и стал убегать. Также он сказал, что видел, как Шутов становился на колени спиной к Гаврилову и Голицыну, после чего услышал ещё один выстрел.

### Константин Шишмаков
Константи́н Шишмако́в (бел. Канстанцін Шышмакоў) был найден мёртвым 18 августа. Его нашли в километре от города Мосты у реки Неман в лесу. Он пропал 15 августа во время того, как ехал на работу. Известно, что мужчина был в участковой избирательной комиссии. Он и ещё один член избирательной комиссии отказались подписывать итоговый протокол. Официальная причина смерти — самоубийство. Похороны прошли 20 августа в Волковыске. Около 150 человек пришли проводить в последний путь Константина Шишмакова.

### Денис Кузнецов
Дени́с Кузнецо́в (бел. Дзяніс Кузняцоў) 29 сентября попал из изолятора на Окрестина в больницу скорой помощи с множеством травм: переломы костей черепа, открытая черепно-мозговая травма средней степени, переломы рёбер, ушиб лёгкого, оскольчатые переломы правой подвздошной кости. Работники ЦИПа сообщили медикам, что в 14:00 29 сентября Денис упал со второго яруса нар. Однако Кузнецов успел сказать медикам, что его избили милиционеры.

### Роман Бондаренко
Рома́н Бондаре́нко был избит 11 ноября 2020 года во дворе своего дома людьми в масках, которые снимали с заборов бело-красно-белые ленточки. На следующий день он скончался в больнице, куда был доставлен из Центрального РУВД Минска с обширным отёком мозга, закрытой черепно-мозговой травмой, субдуральными гематомами и ушибами.

### Витольд Ашурок
Вито́льд Ашурок был приговорён к 5 годам лишения свободы и 21 мая 2021 года скончался в возрасте 50 лет в шкловской исправительной колонии № 17.

### Дмитрий Стаховский
18-летний Дми́трий Стаховский был фигурантом уголовного дела за участие в «массовых беспорядках» 9-11 августа 2020 года (ч. 2 ст. 293 УК). После допроса 25 мая 2021 года он покончил жизнь самоубийством, прыгнув с 16-этажного здания в Минске. В социальных сетях он прокомментировал этот поступок следующим образом: «Если бы на меня не продолжали морально давить, думаю, я бы не решился на такой ужасный поступок, как суицид. Но мои силы были на исходе». Виновным в своей смерти он призвал считать Следственный комитет.

## Реакция
17 сентября 2020 года Европейский парламент в резолюции, одобренной абсолютным большинством депутатов, призвал к «независимому и эффективному расследованию» связанных с протестами смертей Александра Тарайковского, Александра Вихора, Артёма Парукова, Геннадия Шутова и Константина Шишмакова.
20 ноября 2020 года в Киеве напротив белорусского посольства был установлен памятник жертвам власти Лукашенко.
26 ноября 2020 года Европейский парламент в своей резолюции, принятой абсолютным большинством депутатов, призвал к «быстрому, тщательному, беспристрастному и независимому расследованию» убийств во время протестов в Беларуси, в том числе Романа Бондаренко, Александра Тарайковского, Александра Вихора, Артёма Парукова, Геннадия Шутова и Константина Шишмакова.